# Attraverso lo specchio e quel che Alice vi trovò
Attraverso lo specchio e quel che Alice vi trovò (titolo originale Through the Looking-Glass, and What Alice Found There), comunemente abbreviato in Alice attraverso lo specchio (Alice Through the Looking-Glass) o semplicemente Attraverso lo specchio (Through the Looking-Glass, tradotto in italiano anche con numerosi altri titoli) è un romanzo fantastico del 1871 scritto da Lewis Carroll, come seguito de Le avventure di Alice nel Paese delle Meraviglie.
Come nel precedente, il racconto è pieno di allusioni a personaggi, poemetti, proverbi e avvenimenti propri dell'epoca in cui Carroll viveva. Mentre il primo libro gioca sul tema delle carte da gioco, il secondo è incentrato sul tema degli scacchi, per i quali l'autore fornisce uno schema di gioco all'inizio del libro.

## Storia editoriale
Attraverso lo specchio nasce come semplice seguito di Alice nel Paese delle Meraviglie, sfruttando il grande consenso di pubblico guadagnato con quest'ultimo. Il libro tuttavia risulta più malinconico e meno onirico: viene scritto infatti in un periodo di grandi tensioni con la famiglia Liddell, come testimonia il poemetto dell'epilogo che è un ammonimento ad Alice Liddell, affinché non perda la sua innocenza di bambina.
A differenza di quanto avvenuto per Alice nel Paese delle meraviglie, la prima edizione italiana di Attraverso lo specchio venne pubblicata solo nel 1913 dall'Istituto editoriale italiano in coppia con il precedente capitolo per la serie La Biblioteca dei Ragazzi, con una traduzione anonima ma presumibilmente ad opera di Silvio Spaventa Filippi e illustrazioni di Riccardo Salvadori.

### Il problema della traduzione
Tradurre Alice è un'impresa complessa in cui moltissimi autori italiani si sono cimentati. I giochi di parole, le figure retoriche, i proverbi citati e i continui riferimenti alla cultura inglese hanno spesso stuzzicato a tal punto la fantasia dei traduttori che ogni traduzione rappresenta un libro a sé. Se tradurre il Paese delle meraviglie era difficile, tradurre Attraverso lo specchio è quasi impossibile: i tranelli linguistici sono infatti molto più sottili e difficili non solo da tradurre, ma addirittura da individuare. Il libro è giocato soprattutto sul nonsense che raggiunge l'apoteosi nel poemetto Jabberwocky, totalmente composto di parole inventate (metodo di cui James Joyce farà tesoro). La sfida della traduzione ha tuttavia suscitato l'attenzione di molti autori (è stato addirittura trasposto in latino ed in esperanto) e ha costretto gli adattatori Disney alla (sicuramente non letterale) melodica ed ormai famosissima canzone dello Stregatto.

## Trama

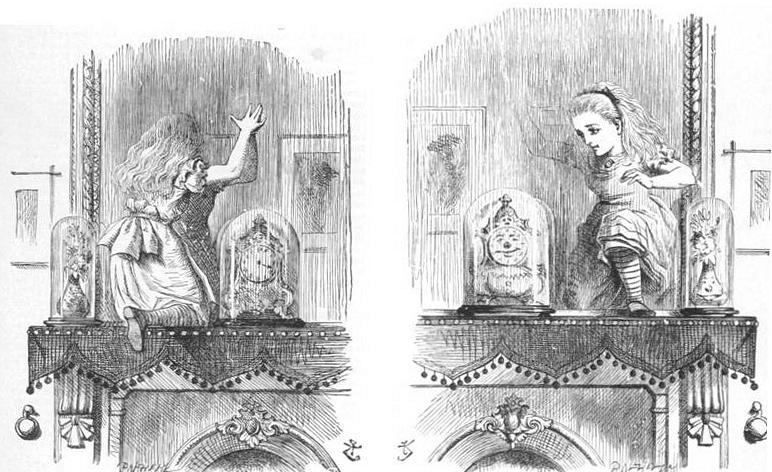
Alice attraversa lo specchio, illustrazione di John Tenniel

- Capitolo 1 - La Casa dello Specchio
- Capitolo 2 - Il Giardino dei Fiori Parlanti
- Capitolo 3 - Insetti allo Specchio
- Capitolo 4 - Tweedledum e Tweedledee
- Capitolo 5 - Lana ed Acqua
- Capitolo 6 - Humpty Dumpty
- Capitolo 7 - Il Leone e l'Unicorno
- Capitolo 8 - «È una mia invenzione»
- Capitolo 9 - Alice Regina
- Capitolo 10 - Sgrulloni
- Capitolo 11 - Risveglio
- Capitolo 12 - Chi l'ha sognato?[3]

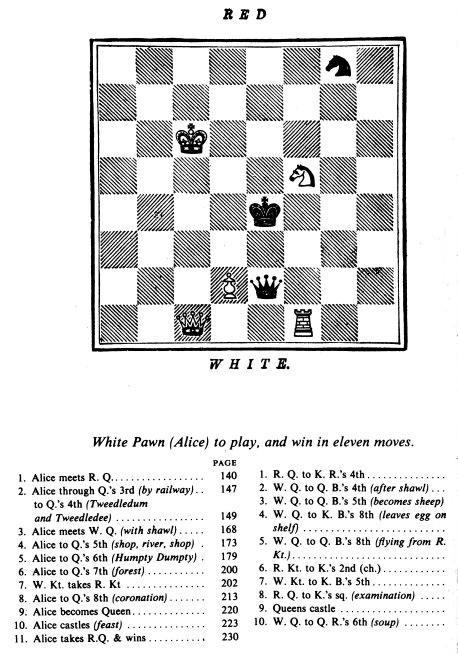
La posizione iniziale dei personaggi come pezzi sulla scacchiera all'inizio della storia

La storia prende il via il 4 novembre, esattamente sei mesi dopo il viaggio nel Paese delle Meraviglie. Alice, sonnecchiando su una poltrona del suo salotto in una notte d'inverno, si chiede cosa mai potrà esserci dall'altra parte dello specchio: riesce ad oltrepassarlo. Dapprima trova una sorta di diario che contiene un testo incomprensibile (Jabberwocky), che potrebbe significare qualcosa, ma non riesce a trovare la soluzione al quesito.
Fuori dalla Casa dello specchio iniziano le frenetiche avventure della bambina: l'incontro con i fiori parlanti nel giardino, con i personaggi di una scacchiera da gioco, in particolare con la Regina Rossa, che riesce a frenare la lingua della curiosa bambina, o con la Regina Bianca, sul fatto della prigionia di un povero cittadino rinchiuso in prigione o che possano realmente esistere delle cose impossibili da eseguire, e lo scontro del Leone e dell'Unicorno. Qui Alice incontra tutti i personaggi delle sue filastrocche preferite, come il dotto Humpty Dumpty (tradotto in alcune edizioni in "Unto Dunto") e i bizzarri gemelli Tweedledum e Tweedledee, che prendono vita in scenette al limite dell'assurdo.
La trama è perlopiù incentrata sull'obiettivo di Alice, che agisce come un pedone bianco, di ottenere una corona e diventare regina, ma spostandosi molto cautamente e prudentemente attenendosi alle regole del gioco. Dopo aver passato l'esame finale, viene preparato un lauto banchetto, durante il quale Alice si risveglia dal suo sogno.

## Personaggi
I personaggi principali di Attraverso lo specchio, elencati in base alla loro prima apparizione, sono i seguenti:
- Alice
- Regina bianca
- Re bianco
- Regina rossa
- Tweedledum e Tweedledee
- Il tricheco e il carpentiere
- Re rosso
- La Vecchia Pecora
- Humpty Dumpty
- Il leone e l'unicorno
- Cappellaio matto e Lepre marzolina[4]
- Cavaliere bianco e Cavaliere rosso

## Poemetti e canzoni
- Preludio (proemio del romanzo);
- Jabberwocky (trad. "Il Ciciarampa", "Il Ciarlestrone", "Il Brillaloco", "Il Giabervocco"). Per il poema probabilmente Carroll si ispirò ad una ballata di origini tedesche "Stanza of Anglo-Saxon Poetry", tradotta in lingua inglese, tra l'altro, da una cugina dello stesso Carroll, Mennella Lutwidge: in questa versione, si tratta di un Pastorello che parte di casa per andare ad uccidere il Grifone. Viene scovato da Alice in una sorta di diario (forse del Re Rosso), che stava sul tavolo della Casa nello Specchio (cap. I);
- Tweedledum and Tweedledee (trad. "Tuidoldì e Tuidoldàm", "Trullalì e Trullalà"). Filastrocca tradizionale. L'ipotesi della sua origine è stato affermato dallo stenografo John Byrom che in una sua opera riportava la lite tra i compositori Georg Friedrich Haendel e Giovanni Battista Bononcini, paragonabili ai due gemelli della storia. Alice si ricorda di questa poesia appena nota i fratelli in lontananza (cap. IV);
- The Walrus and the Carpenter (trad. "Il Tricheco e il Carpentiere" o "Il Tricheco e il Falegname"). Carroll sarebbe stato ispirato dall'opera "Dream of Eugene Adam" di Thomas Hood: in questo caso non si tratta di una parodia del testo, più che altro è lo stile dell'autore che Carroll mette in ridicolo. I due gemelli raccontano la storia alla bambina, nonostante ella insista sul fatto che sia troppo lunga (cap. IV);
- Humpty Dumpty (trad. "Unto Dunto", "Coccobello", "Tondo Dondo"). Filastrocca tradizionale. Viene recitata, ancora una volta, dalla protagonista in presenza di Humpty Dumpty (cap. VI);
- "In Winter When the Fields Are White...". È la prima poesia recitata dalla Regina Bianca (cap. V);
- The Lion and the Unicorn (trad. "Il leone e l'unicorno"). Filastrocca tradizionale, probabilmente risalente alla rivalità tra il Regno d'Inghilterra ed il Regno di Scozia (rappresentati rispettivamente da un leone e un unicorno). Alice ripensa, fra sé e sé, al motivetto dello scontro (cap. VII);
- Haddocks' Eyes / A-Sitting on a Gate / An Aged Aged Man (trad. "All'Amor non c'è Mai Fine" o "Io ti Do Tutto, di Più non Posso"). Questa volta si tratta di una parodia dell'opera "Wordsworth, Resolution and Independence" e di una versione estesa di un precedente componimento di Carroll "Upon the Loonely Moor". Cantata dal Cavaliere Bianco prima del suo commiato con Alice (cap. VIII);
- "Hush-a-by Lady": si tratta di un adattamento, non di una parodia, di "Hush-a by Baby, on a Tree Top" che presenta un bambino dormiente, appollaiato sopra un albero. Viene cantata dalla Regina Rossa come ninna nanna per la Regina Bianca, che nel frattempo si è addormentata (cap. IX);
- "Queen Alice's Song": parodia di una canzone marziale di Walter Scott intitolata "Bonny Dundee" nell'opera "The Doom of Devorgoil". Cantata da voci squillanti dei personaggi dello Specchio, prima ancor che la nuova Regina Alice entri nella sua dimora per celebrare la sua incoronazione con un banchetto (cap. IX);
- "The White Queen's Riddle": seconda canzone della Regina Bianca incentrata sui pesci, durante il banchetto (cap. IX);
- "A Boat Beneath the Sunny Sky...": epilogo del romanzo.

## "The Wasp in a Wig"
Dicendo che Attraverso lo specchio è stato scritto con John Tenniel (l'illustratore ufficiale) si sbaglierebbe di poco. Come lo stesso Carroll ricorda in alcune memorie, nel poemetto Il tricheco e il carpentiere lasciò libertà a Tenniel di sostituire il Carpentiere con una farfalla o un leopardo, poiché nella metrica inglese valgono lo stesso. Ma quello che più stupisce è che un intero capitolo fu soppresso poiché Tenniel non riusciva ad illustrarlo. La scena vedeva Alice ed una vespa con una parrucca bionda che si lamentava della perdita dei suoi capelli ed invidiava la capigliatura di Alice. Il capitolo si può tuttavia trovare in molte edizioni italiane.

## Trasposizioni cinematografiche e televisive
Il romanzo è stato adattato diverse volte per il cinema e per la televisione, sia da solo che combinato con Le avventure di Alice nel paese delle meraviglie.

### Adattamenti singoli
- Alice Through a Looking Glass (1928), film muto diretto da Walter Lang.
- Alice Through the Looking Glass (1966), speciale TV musicale NBC.
- Alice Through the Looking Glass (1973) film per la TV prodotto dalla BBC, diretto da James MacTaggart con Sarah Sutton nel ruolo di Alice.
- Alisa v Zazerkale (1982), mediometraggio sovietico per la TV film prodotto dalla Kievnauchfilm e diretto da Yefrem Pruzhanskiy.
- Alice Through the Looking Glass (1987), film d'animazione per la TV.
- Alice through the Looking Glass (1998), film per la TV di Channel 4 con Kate Beckinsale nel ruolo di Alice, che include il capitolo tagliato Wasp in a Wig.
- Alice attraverso lo specchio (2016), diretto da James Bobin, non segue la trama del libro ma è un sequel di Alice in Wonderland (2010).

### Adattamenti conLe avventure di Alice nel paese delle meraviglie
- Alice nel Paese delle Meraviglie (1933), film di Norman Z. McLeod. Utilizza elementi da Attraverso lo specchio, tra cui Humpty Dumpty e la sequenza de Il Tricheco e il Carpentiere.
- Alice nel Paese delle Meraviglie (1951), film d'animazione prodotto dalla Disney. Contiene diversi elementi da Attraverso la specchio: i fiori parlanti, Pinco Panco e Panco Pinco, e il Tricheco e il Carpentiere. La celebrazione del "non compleanno" è tenuta dal Cappellaio Matto e dal Leprotto Bisestile e la regina di cuori riprende alcuni elementi della Regina Rossa.
- Le avventure di Alice nel Paese delle Meraviglie (1972), film con Fiona Fullerton nel ruolo Alice in cui compaiono Tweedledum e Tweedledee.
- Nel mondo di Alice (1974), miniserie TV Rai tratta da entrambi i romanzi. Gli episodi 3 e 4 sono dedicati ad Attraverso lo specchio.
- Alice nel Paese delle Meraviglie (1983-1984), serie TV anime prodotta dalla Nippon Animation basata su entrambi i libri.
- Alice in Wonderland (1985), film TV musicale in due episodi prodotto da Irwin Allen che copre entrambi i libri, con Natalie Gregory nel ruolo di Alice. In questo adattamento, il Jabberwock prende vita dopo che Alice legge Jabberwocky, seguendola durante il secondo episodio.
- Alice nel Paese delle Meraviglie (1999), film TV prodotto da Hallmark e NBC con Tina Majorino nel ruolo di Alice. Compaiono personaggi da Attraverso lo specchio, come: i fiori parlanti, Tweedledum e Tweedledee, il Tricheco e il Carpentiere, il Re Rosso e il Cavaliere Bianco.
- Alice (2009), miniserie TV di fantascienza che contiene elementi da entrambi i romanzi.
- Alice in Wonderland (2010), film diretto da Tim Burton e prodotto dalla Disney. Segue le avventure di Alice da adulta e utilizza elementi di entrambi i libri.

### Altri adattamenti
- Jabberwocky (1977), film che espande la poesia Jabberwocky.
- Lo specchio magico (1936), cortometraggio Disney con protagonista Topolino, liberamente ispirato al romanzo.
- Paperino nel mondo della matemagica (1959), film che include una sequenza ispirata alla storia.

## Influenza nella cultura di massa

### Nella letteratura
La Corsa della Regina Rossa (The Red Queen's Race) è un racconto di fantascienza di Isaac Asimov del 1949 che fa riferimento all'omonimo episodio del romanzo. Asimov fa riferimento al romanzo anche in La curiosa omissione, un racconto incluso nella raccolta I racconti dei Vedovi Neri, la prima dell'omonima serie.

### Nella musica
- Nell'album Over di Peter Hammill si seguono due brani (Alice e This side of the Looking Glass) che usano metafore tratte da Dietro lo specchio per riferirsi alla dolorosa conclusione di una storia d'amore.
- Nell'album Twilight in Olympus dei Symphony X si trova un brano intitolato Through the Looking Glass ispirato appunto all'omonimo libro dello scrittore Lewis Carroll.
- I gruppi Toto, Siouxsie and the Banshees, The Birthday massacre e Jefferson Airplane hanno pubblicato album intitolati Through the Looking Glass.
- Nella canzone White Rabbit dei Jefferson Airplane vi sono alcuni riferimenti riguardanti "Attraverso lo specchio e quel che Alice vi trovò"
- Your move, la prima parte della canzone I've Seen All Good People del gruppo progressive rock Yes, si ispira a questo romanzo.
- L'opera ha ispirato una variante scacchistica detta scacchi di Alice.
- Il tricheco della canzone I am the Walrus dei Beatles è un riferimento al poemetto "Il tricheco e il falegname".
- Nell'album Dusk and Her Embrace dei Cradle of Filth, un brano è intitolato con il gioco di parole Malice Through the Looking Glass.

### Film e serie TV
- Nella serie televisiva Lost, una delle stazioni del Progetto DHARMA si chiama Lo Specchio e ha come logo un coniglio.
- Il titolo del nono episodio della quarta stagione di Sofia la principessa, Il mistero dello specchio, è un riferimento al romanzo.

### Riferimenti nella scienza
- L'effetto della Regina Rossa è un'ipotesi evolutiva secondo la quale per le specie un continuo miglioramento dell'adattamento è necessario anche solo per mantenere quello relativo.

## Edizioni
- Lewis Carroll, Alice nel Paese dello specchio, collana La Biblioteca dei Ragazzi, illustrazioni di Riccardo Salvadori, Milano, Istituto editoriale italiano, 1913.
- Lewis Carroll, Attraverso lo specchio e quel che Alice vi trovò, I ed..